# Pteropus scapulatus
Espèce
Répartition géographique
Statut de conservation UICN

 LC  : Préoccupation mineure
Statut CITES
Le petit renard volant (Pteropus scapulatus) est une petite chauve-souris originaire d'Australie et de Nouvelle-Zélande

## Description

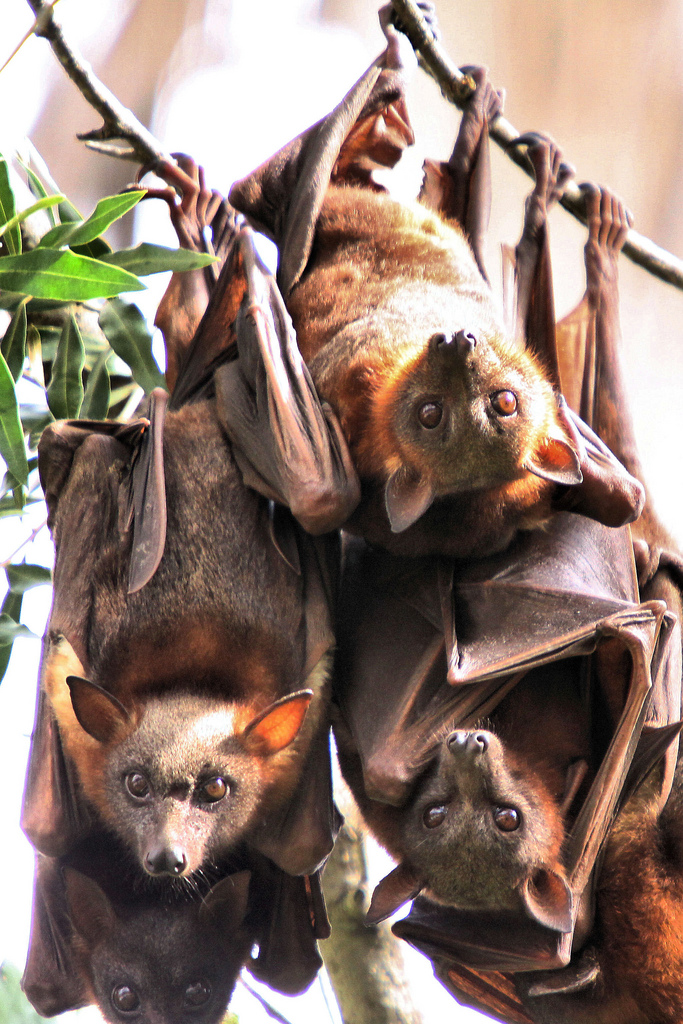
Petits renards volant.

## Alimentation
Elle se nourrit essentiellement de nectar et de pollens d'Eucalyptus et est la principale responsable de leur pollinisation.
Elles vivent en bandes de plusieurs milliers -voire un million- d'individus.